# Elsie Bowerman

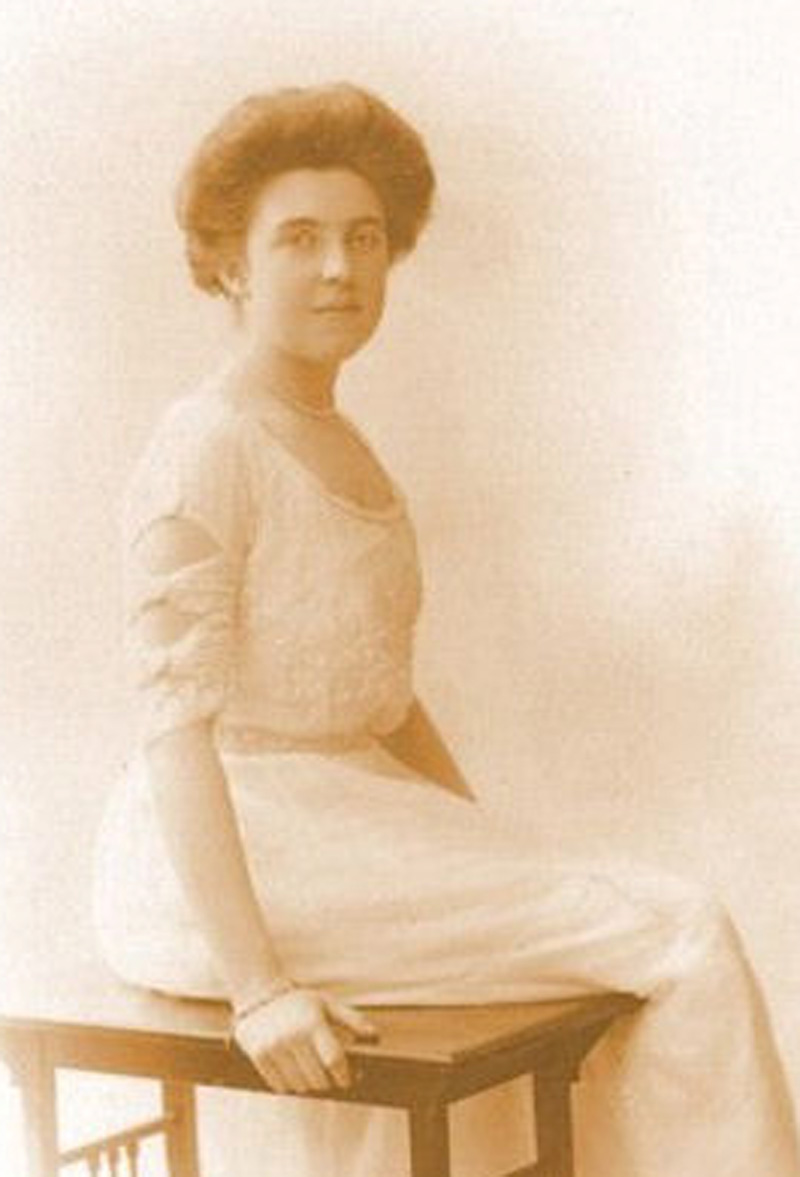
Elsie Bowerman, hacia 1910.

Elsie Edith Bowerman (18 de diciembre de 1889, Tunbridge Wells, Kent, Inglaterra-18 de octubre de 1973, Hailsham, Sussex, Inglaterra) fue una autora británica, abogada y activa sufragista. 

## Vida
Elsie Bowerman nació en 1889, la única hija de William Bowerman (1829-1895) y su esposa, Edith Martha Barber (1864-1953). Su padre murió cuando ella era muy niña. Su madre se casó en segundas nupcias con Alfred Benjamin Chibnall. Bowerman asistió a la Wycombe Abbey Girls School en High Wycombe. Allí conoció a Frances Dove DBE, una de las fundadoras de la escuela y activa defensora por los derechos de las mujeres. Bowerman escribió y publicó la biografía de Dove publicada en 1966, Stands There a School: Memories of Dame Frances Dove, Founder of Wycombe Abbey School . 
Dejó Wycombe Abbey en 1907 y pasó algún tiempo en París antes de estudiar en el Girton College, Cambridge. Allí se graduó en 1911. Junto con su madre, Bowerman se convirtió en partidaria activa de la Unión Social y Política de las Mujeres (WSPU) de Emmeline Pankhurst desde 1909. 
El día 10 de abril de 1912 Bowerman y su madre subieron en primera clase en Southampton, Inglaterra, a bordo del nuevo transatlántico de lujo británico RMS Titanic, que debía llegar a Nueva York una semana después. Querían visitar a los familiares de su difunto padre en Estados Unidos. Ambas mujeres ocuparon el camarote E-33 y sobrevivieron en el bote salvavidas nº 6, en el que Alice Cleaver, Margaret Brown, Helen Candee, Frederick Fleet, el mayor Arthur Peuchen, la hija del político estadounidense James A. Hughes, Eloise Hughes Smith, la esposa del magnate de Nueva York, Elizabeth Rothschild (tía de Dorothy Parker), y Sigrid Lindström, sobrina del ex primer ministro sueco Arvid Posse, se sentaron. Elsie Bowerman y Edith Chibnall fueron llevadas a Nueva York con los otros supervivientes a bordo del RMS Carpathia, y después reanudaron su planeado viaje a la Columbia Británica, Klondike y Alaska. 
Bowerman luego describió la experiencia de la siguiente manera: 

"Nos dijeron que nos alejáramos del barco lo antes posible para evitar cualquier posible succión. Nosotros también lo hicimos. Manejar un remo, en medio del Atlántico, rodeado de hielo... esa es una experiencia extraña."

Durante la Primera Guerra Mundial, Bowerman se desempeñó como enfermera en Europa, incluidas Rumania y Rusia. En marzo de 1917 fue testigo de la abdicación del zar Nicolás II y la posterior Revolución Rusa en San Petersburgo, sobre la que llevó un diario. También formó parte del Cuerpo de Emergencia de Mujeres de Evelina Haverfield. A su regreso a Inglaterra, apoyó los esfuerzos de la WSPU para motivar a los hombres a unirse a las fuerzas armadas y a las mujeres a trabajar en el frente. 
Después de la guerra, Bowerman se convirtió en secretaria del Gremio de Mujeres del Imperio. También estudió Derecho y fue admitida en el colegio de abogados en 1924. Fue la primera mujer en Old Bailey. Bowerman practicó hasta 1938. Ese mismo año ayudó a Stella Isaacs, marquesa de Reading, a fundar el Servicio Voluntario de Mujeres. Durante la Segunda Guerra Mundial, trabajó para el Real Servicio Voluntario, el Ministerio de Información (1940-41) y el Servicio de Ultramar de la BBC (1941-45). En 1947 ayudó a fundar la Comisión de la Condición Jurídica y Social de la Mujer de las Naciones Unidas. 
Elsie Bowerman nunca se casó ni tuvo hijos. Durante años vivió con su madre en la ciudad costera de St Leonards-on-Sea, en el sur de Inglaterra. Murió de complicaciones de un derrame cerebral en 1973 a la edad de 83 años.

## Obras
- Elsie Bowerman, Stands there a School: Memories of Dame Frances Dove, founder of Wycombe Abbey School. Brighton, Dolphin Press, 1966.